# Guillaume Bertrand
Pour l’article homonyme, voir Guillaume Bertrand pour l’évêque de Soissons.
Guillaume  Bertran(d), mort le 19 mai 1356, est un prélat français du XIVe siècle, successivement évêque de Noyon, de Bayeux et de Beauvais. 

## Biographie
Issu de la famille Bertran, il est le fils de Robert Bertrand (VII), baron de Bricquebec, et d'Ide (Alix) de Clermont-Nesle, et le frère du maréchal de France Robert VIII Bertrand de Bricquebec.
Guillaume Bertrand accumule les bénéfices ecclésiastiques : il est chanoine des cathédrales de Beauvais, de Coutances, d'Orléans, de Lisieux et de Paris. Il devient trésorier du chapitre de Laon en 1328.
Il sert en même temps à l'hôtel de la reine Marie de Luxembourg. Il est maître-clerc des requêtes de 1328 à 1331.
Il devient évêque de Noyon en 1331, grâce au roi Philippe VI de Valois.En juillet 1338, il est transféré au siège de Bayeux, puis, en 1347, sur celui de Beauvais.
En 1346 il défend la ville de Caen, où le roi l'a établi commandant lorsque le roi d'Angleterre vient l'assiéger.
Il est attesté au Conseil du roi à partir d'août 1351 et y joue un rôle important jusqu'à sa mort. Il participe à des négociations avec les Anglais en 1353 et en 1354.
Guillaume Bertrand  meurt le 19 mai 1356.